# Kościół św. Piotra in Gallicantu
Kościół św. Piotra in Gallicantu lub w Gallicantu (dosłownie: św. Piotra w [miejscu] śpiewu koguta), hebr.:כנסיית פטרוס אין  ליקנטו) – trzypoziomowy kościół katolicki w Jerozolimie na wschodnim zboczu góry Syjon.
Nazwa kościoła pochodzi od epizodu ewangelicznego (Łk XXII 56-62), według którego św. Piotr trzykrotnie zaparł się pojmanego Chrystusa, „zanim kur (kogut) zapiał”, spełniając w ten sposób wcześniejsze proroctwo Chrystusa. Obiekt został zbudowany w miejscu, które część chrześcijan utożsamia z lokalizacją pałacu Kajfasza, czyli miejscem dokąd przyprowadzono Jezusa po aresztowaniu i gdzie Piotr miał się go wyprzeć. Na pamiątkę tego wydarzenia na dachu świątyni widnieje złoty kogut nad czarnym krzyżem.

## Historia
Podczas prac wykopaliskowych odkryto tutaj pozostałości funkcjonującego w VI w. bizantyńskiego klasztoru oraz groty, w której, zgodnie z tradycją, Jezus spędził noc w oczekiwaniu na doprowadzenie przed sąd Piłata. Klasztor został zniszczony w czasie najazdu perskiego w 614 roku. Jego istnienie  potwierdza późny dokument z około 675 roku, który identyfikujący ten teren jako miejsce ewangelicznego epizodu, jednak równocześnie umieszcza biblijne spotkanie Jezusa z Kajfaszem (i zaparcia się Piotra) w bezpośrednim sąsiedztwie kościoła Świętego Syjonu. Zdaniem biblisty Jerome’a Murphy’ego-O’Connora, bardziej prawdopodobne jest lokalizacja pałacu Kajfasza na szczycie wzgórza, gdzie w bezpośrednim sąsiedztwie Bazyliki Zaśnięcia NMP, na terenie należącym do Kościoła ormiańskiego, archeolodzy odkryli pozostałości luksusowych domów z okresu herodiańskiego.
W miejscu, w którym obecnie znajduje się kościół św. Piotra in Gallicantu, krzyżowcy wznieśli małą świątynię pod tym samym wezwaniem, która nie przetrwała po zakończeniu krucjat. Teren pod kościół został zakupiony w 1888 roku przez zakon asumpcjonistów. W 1932 roku ukończono nową świątynię, wybudowaną w stylu neobizantyńskim. Jej wnętrze zdobią mozaiki, ukazujące pojmanie i proces Jezusa. Obecnie kościół należy do zakonu asumpcjonistów.
Z tarasu widokowego można podziwiać panoramę Góry Oliwnej, Doliny Cedronu oraz Ofel – najstarszą część miasta.

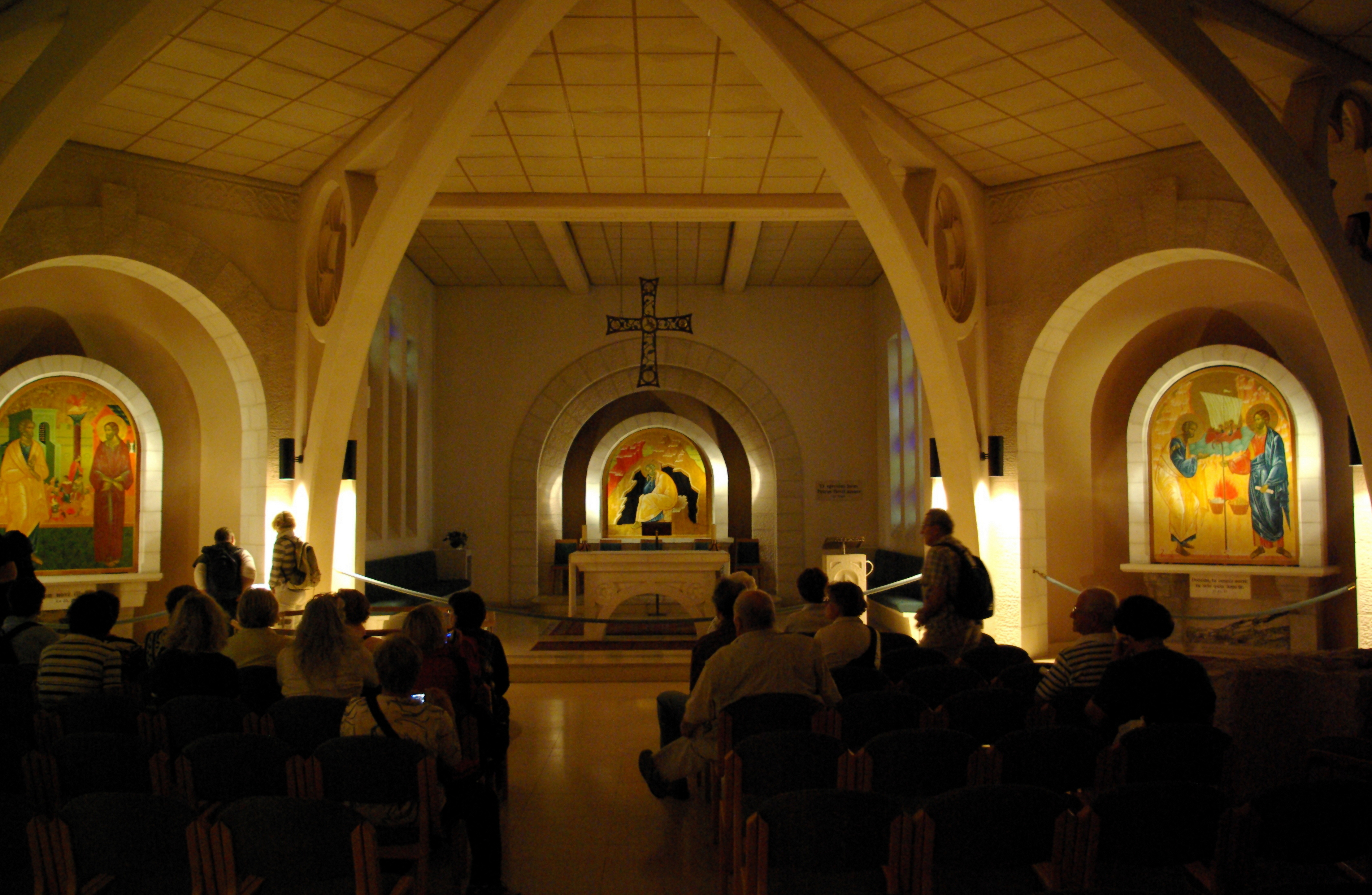
Wnętrze dolnego kościoła
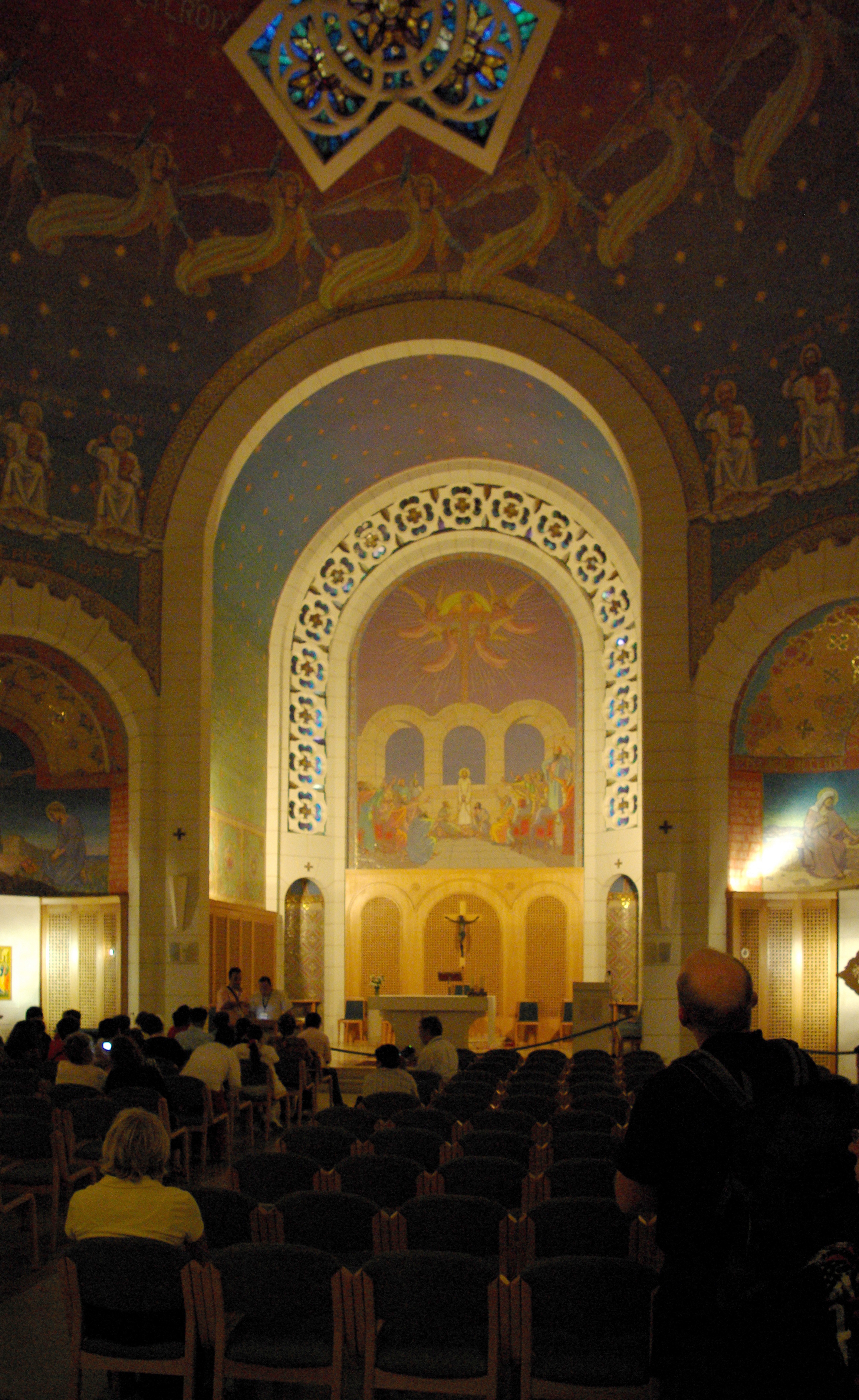
Wnętrze kościoła górnego
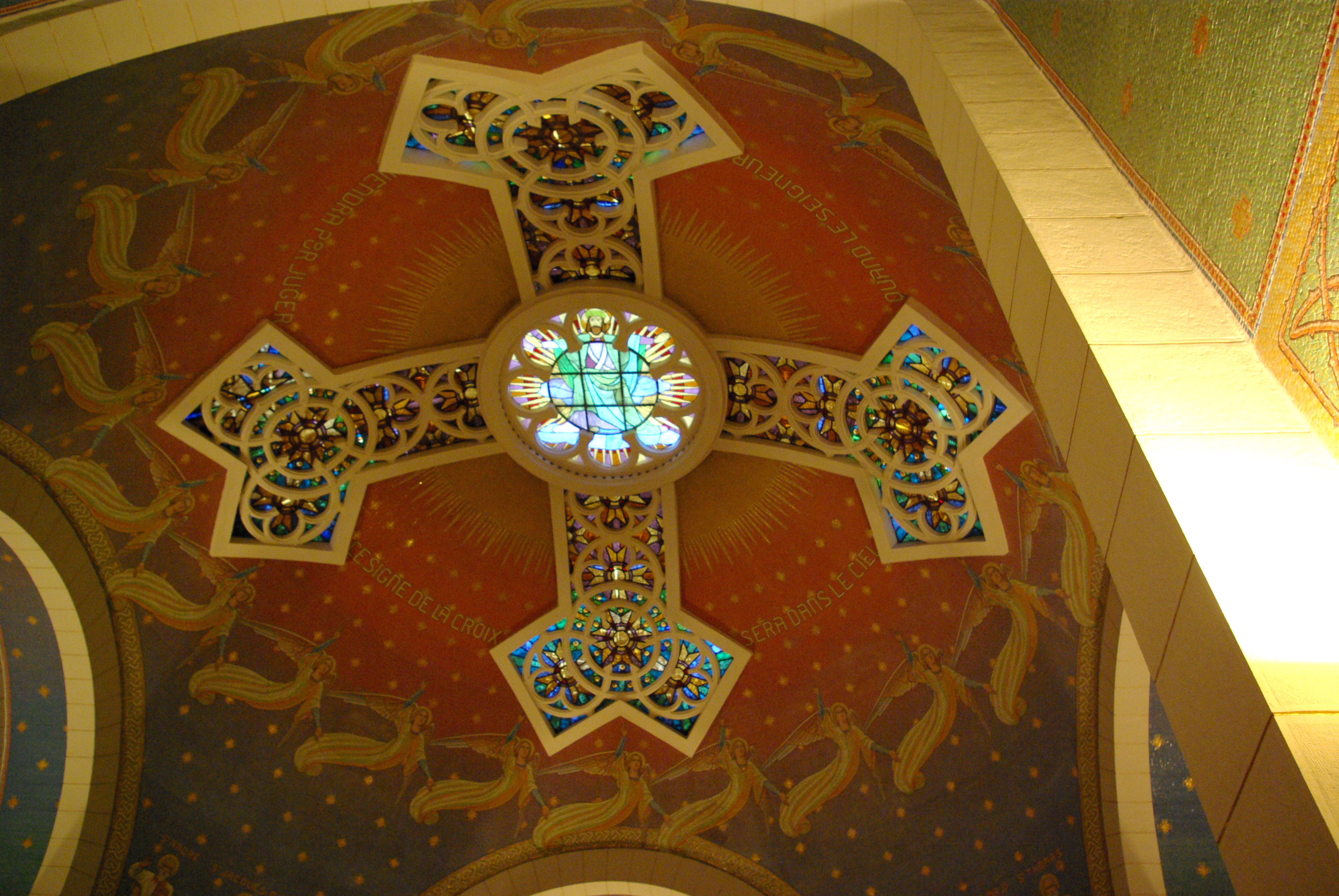
Okna witrażowe pod kopułą
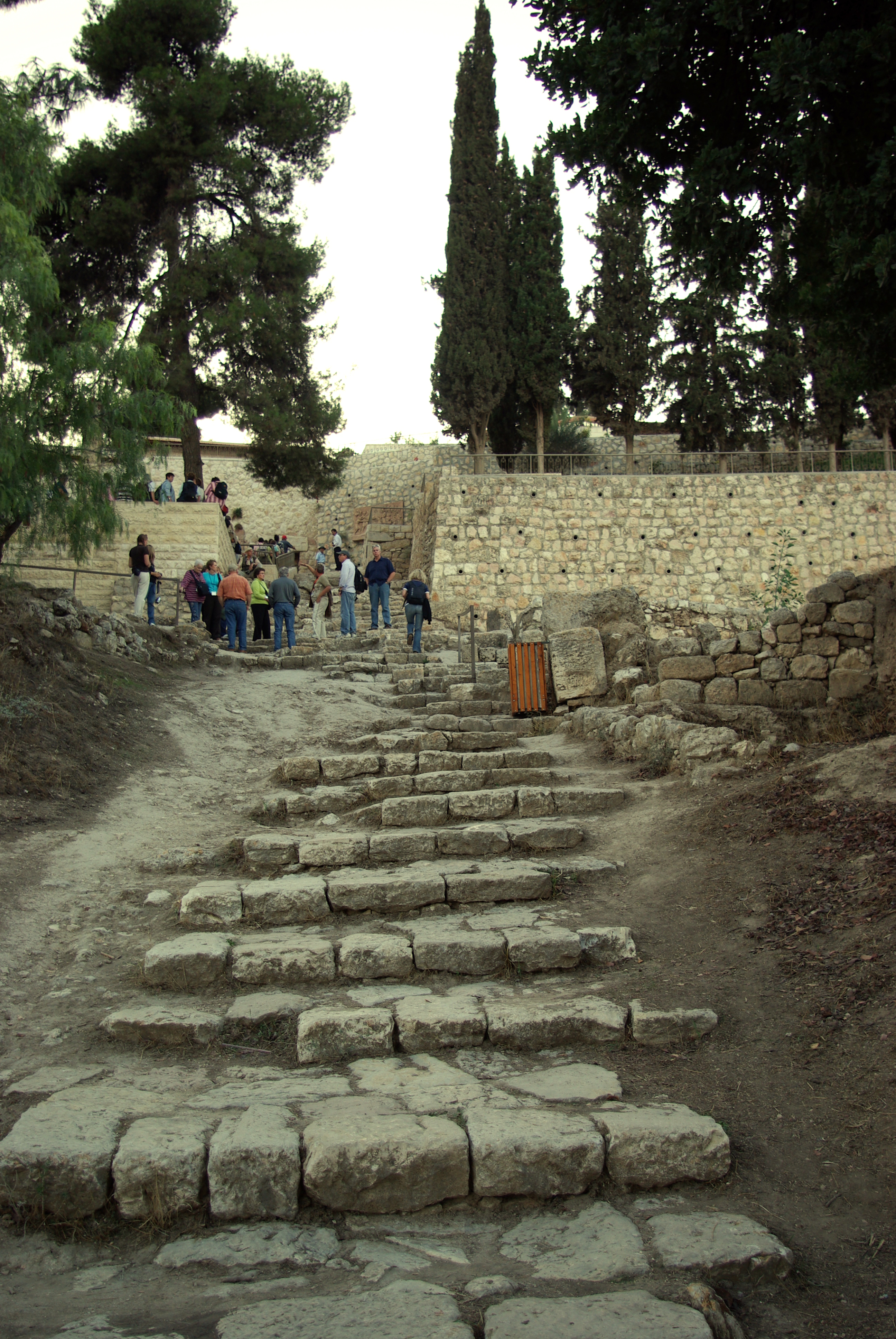
Domniemane schody z czasów Chrystusa
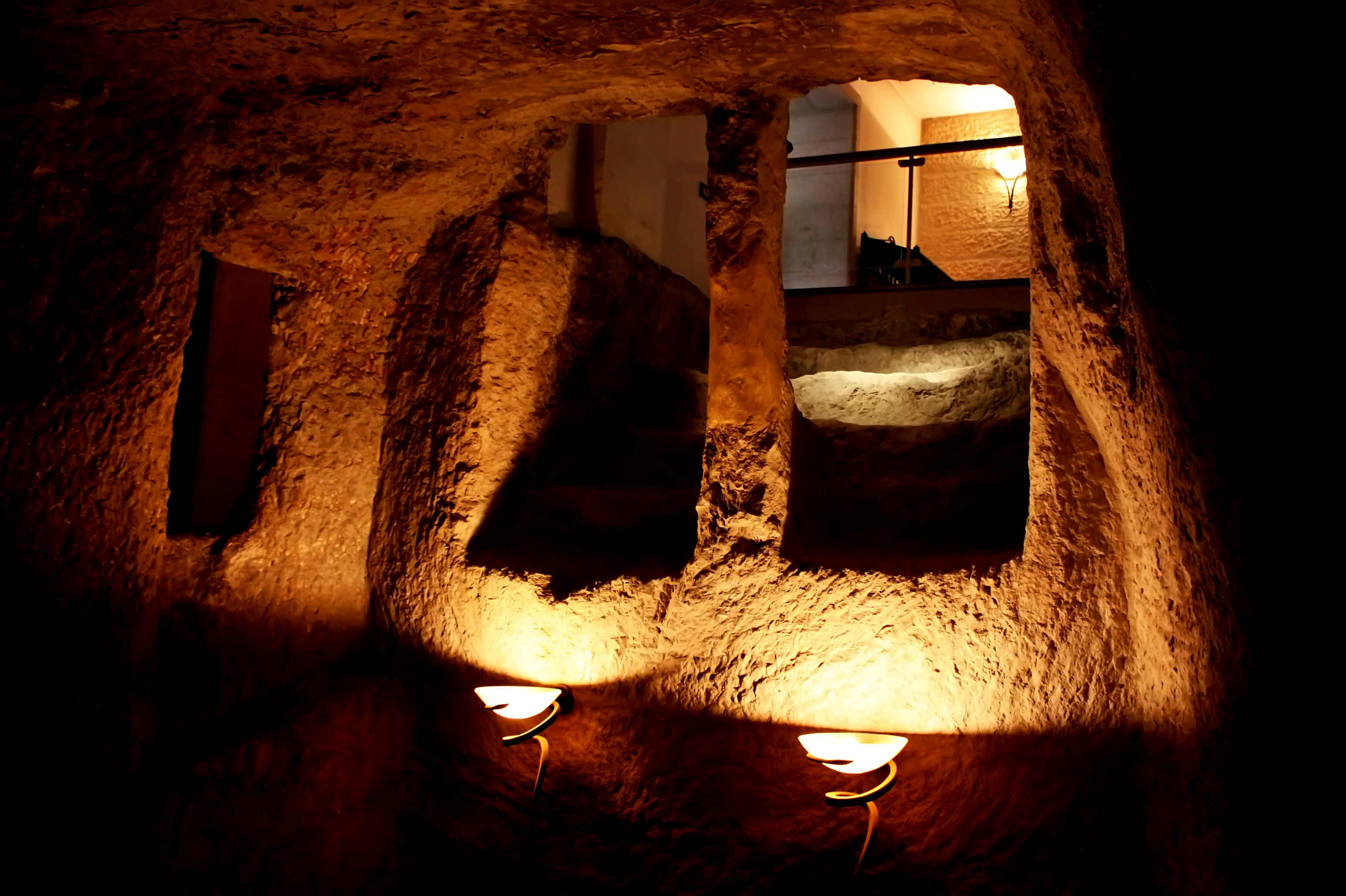
Grota pod kościołem, uznawana za miejsce uwięzienia Chrystusa